# Macintosh IIci
Il Macintosh IIci è un personal computer commercializzato da Apple dal 20 settembre 1989 al 10 febbraio 1993. È stato introdotto come evoluzione del precedente Macintosh IIcx: è esteticamente simile, riprende lo stesso case compatto, ma si differenzia, tra le altre cose, per la presenza di una ROM di sistema con codice completamente a 32 bit e per la maggior frequenza di clock della CPU. È stato sostituito dalla serie Quadra.

## Caratteristiche tecniche
Il Macintosh IIci era un'evoluzione del precedente modello. Il microprocessore Motorola 68030 ed il coprocessore matematico Motorola 68882, gli stessi del Macintosh IIcx, venivano portati da 16 a 25 MHz e, per la prima volta su un Macintosh II, veniva utilizzato un firmware residente in ROM completamente a 32 bit: i modelli precedenti avevano delle porzioni del codice del firmware a 24 bit, che comportava l'indirizzamento nativo di soli 8 MB di memoria. Era possibile installare da 1 a 128 MB di memoria RAM grazie agli 8 slot a disposizione. Opzionalmente era possibile acquistare una scheda per aumentare la memoria cache della CPU ed incrementare le prestazioni del sistema. Secondo Apple, queste erano circa del 50% superiori a quelle del modello precedente.
Altra caratteristica del Macintosh IIci (primo tra i Macintosh non all-in-one) era la presenza della scheda grafica integrata sulla scheda madre: grazie a questa soluzione l'utente risparmiava l'utilizzo di uno dei soli 3 slot di espansione NuBus presenti nel computer. Le risoluzioni disponibili erano 512×384 e 640×480 a 256 colori. Se le prestazioni grafiche non erano soddisfacenti l'utente poteva sempre installare una scheda grafica addizionale, più performante: molti utenti seguivano questa strada per liberare memoria perché la scheda grafica integrata utilizzava la RAM del sistema (mediamente da 64 a 320 kB ma anche fino ad 1 MB) come memoria video.
Il computer integrava un'unità floppy disk drive per dischetti da 3,5 pollici e 1,44 MB e, in aggiunta, poteva essere dotato di un disco rigido da 40 o 80 MB. Il prezzo di vendita andava da circa 5.600 fino oltre gli 8.000 dollari, a seconda della configurazione scelta.

## Accoglienza
Il Macintosh IIci fu uno dei più longevi Mac della serie II: rimase in commercio per ben 3 anni e mezzo e, per un certo periodo, fu anche il Mac più potente acquistabile. La presenza di una ROM di sistema completamente a 32 bit permetteva di utilizzare finalmente tutta la memoria installabile senza dover aggiungere kit di aggiornamento come nei modelli precedenti. La grafica integrata liberava uno slot NuBus, lasciando all'utente la possibilità di usare i 3 alloggiamenti per altrettante schede di espansione. Di queste schede, grazie alla sua diffusione, fu messo in commercio un discreto numero: l'utente poteva sostituire la CPU con modelli superiori (Motorola 68040) oppure con clock più elevati (33 o 50 MHz) così come aggiungere schede grafiche più performanti (capaci di supportare milioni di colori e monitor fino a 21"), schede audio a 16 bit e schede Ethernet.